# Endomychobius flavipes
Endomychobius flavipes är en stekelart som beskrevs av William Harris Ashmead 1896. Endomychobius flavipes ingår i släktet Endomychobius och familjen puppglanssteklar. Inga underarter finns listade i Catalogue of Life.